# Miramar, Socoltenango
Miramar är en ort i Mexiko.   Den ligger i kommunen Socoltenango och delstaten Chiapas, i den sydöstra delen av landet, 800 km sydost om huvudstaden Mexico City. Miramar ligger 652 meter över havet och antalet invånare är 158.
Terrängen runt Miramar är lite kuperad. Runt Miramar är det ganska glesbefolkat, med 42 invånare per kvadratkilometer. Närmaste större samhälle är Nuevo Resplandor, 7,2 km väster om Miramar. Omgivningarna runt Miramar är en mosaik av jordbruksmark och naturlig växtlighet.